# Carley Werkspoor Jumbo
De Carley Werkspoor Jumbo is een eenmotorig door een propeller aangedreven dubbeldekker met staartwiel. De ontwerper was Joop Carley die door KLM was gevraagd een vrachtvliegtuig te ontwikkelen. Het vliegtuig werd uiteindelijk gebouwd door de Nederlandse machinefabriek Werkspoor. De type-aanduiding Jumbo was oorspronkelijk de bijnaam die het toestel kreeg tijdens de bouw. Er is één exemplaar gebouwd.

## Bij KLM
Als KLM in 1929 op zoek gaat naar een alternatief vrachtvliegtuig voor de Fokker F.XIV besluit ze uiteindelijk een nieuw vliegtuig te laten ontwikkelen door Carley. De introductie van het nieuwe type gaat niet zoals gehoopt. De aflevering vindt vertraagd plaats door een oververhittingsprobleem. Als het vliegtuig, met registratie PH-AFI eindelijk ingezet kan worden zakt de vrachtmarkt volledig in. Al na twee jaar besluit KLM het vliegtuig niet meer commercieel in te zetten maar gebruikt het nog wel tot aan 1939 als lesvliegtuig. In 1940 wordt de machine vernietigd bij een Duits bombardement op Schiphol.